# Jean Jovenau
Jean Jovenau, genannt Jean-Jovenau oder Jean-Joveneau, (* 17. September 1888 in Paris; † im 20. Jahrhundert) war ein französischer Maler. Er schuf vor allem Landschaftsbilder, Stillleben und Porträts.

## Leben
Jean Jovenau wurde an der École des Beaux-Arts und danach an der Académie Julian ausgebildet, sein Lehrer war Tony Robert-Fleury. Er hatte zu Beginn seiner Karriere ein Atelier am Boulevard Henri IV; dort schuf er außer Blumenstillleben Ansichten der Île Saint-Louis. Von Henri Matisse inspiriert, konzentrierte er sich dann auf große Stillleben, die sich, ebenso wie die Interieurbilder, die er etwa ab 1914 schuf, im Laufe der Zeit weniger überladen zeigten als zu Beginn seines Schaffens.

## Werke
Ein Bild Jovenaus wurde 1903 im Salon ausgestellt, 1912 zeigte er in der Kölner Sonderbund-Ausstellung mit Place Delta eine Pariser Straßenansicht. 1913 war er mit einem Stillleben mit dem Titel Le pot de Gaillardes an der ersten internationalen Ausstellung der Sezession in Rom beteiligt und 1919 war er in der 27. Sonderausstellung der Kestner-Gesellschaft in Hannover vertreten. 1922 kam es anlässlich einer Kollektivausstellung in der Galerie Bernheim-Jeune zum Bruch mit dem Pariser Kunsthändler Bernheim, der sich 1908 das alleinige Verkaufsrecht an den Bildern Jovenaus gesichert hatte.
Robert de Rothschild kaufte mehrere Bilder Jovenaus, darunter ein Stillleben, das einen Hasen und Pilze auf einer Kommode im Stil Louis XVI. zeigt. Der französische Staat sicherte sich ein Stillleben mit einem Hasen und einer Statue des Amor. Félix Fénéon kaufte zwei Aktbilder und mehrere Landschaften Jovenaus. Ein Stillleben mit Spiegel aus dem Jahr 1912 befindet sich in der Eremitage in St. Petersburg, auf deren Homepage, ohne Angabe von Gründen oder Quellen, erwähnt wird, dass der Künstler vor 1926 gestorben sein soll.

## Ausstellungen
- 1914: Vue de Honfleur auf der Kölner Werkbundausstellung[2]
- 1998/99: Face à face. Portrait d’artistes dans les collections publiques d’Île-de-France. Musée de l’Hôtel-Dieu, Mantes-la-Jolie; Musée d’art et d’histoire, Saint-Denis; Musée Bossuet, Meaux